# Filadelfská dohoda
Filadelfská dohoda z 26. října 1918 byla dojednáním mezi T. G. Masarykem a předsedou Americké národní rady Uhro-Rusínů (ANRUR) Grigoriem Žatkovičem, kterou byla poprvé posouzena otázka připojení Uherské Rusi (Podkarpatské Rusi) k Československu. Masaryk – s ohledem na geopolitický aspekt – přislíbil Žatkovičovi, že v případě připojení by rusínský svrchovaný národ získal v rámci Československa autonomii a že hranice Rusi by byly takové, aby uspokojovaly Rusíny. Ve stejné době Masaryk odmítl návrh Nikolaje Pačuty, jenž navrhoval připojení všech karpatských Rusů – tj. i těch z Haliče – k Československu.
Mezi rusínskými reprezentanty se zvažovalo několik variant: kromě československé možnosti, to byla také otázka autonomie v rámci Uher, možnost připojení k Ukrajině nebo získání samostatnosti. Sjezd ANRURu, 12. listopadu 1918, se nakonec rozhodl pro československou variantu. Podle výsledné koncepce ANRURu se Uherská Rus připojí k Československu s nejširší samosprávou na federativním základě s podmínkou, že k území Rusi musí patřit všechny původní rusínské župy (Šariš, Zemplín, Abauj, Gemer, Boršod, Užhorod, Ugoča, Bereg a Maramaroš). Žatkovič na tomto sjezdu prosadil, aby se mezi americkými Rusíny o budoucnosti Rusi uskutečnil plebiscit, kdy za každých 50 členů krajanských skupin bude jeden hlas. Plebiscit byl realizován v prosinci 1918 a ačkoliv se ho zúčastnilo relativně málo krajanských sdružení, přesto vypovídal o vůli více než 55 tisíc politicky aktivních Rusínů v USA. V plebiscitu se 67% vyjádřilo pro připojení k Československu, 28% pro spojení s Ukrajinou, 27 hlasů (z 1102 celkových) bylo pro úplnou samostatnost, 10 pro připojení k Rusku a pouze 9 pro připojení k Maďarsku. Výsledky byly předány představitelům Československa i USA a byly také vhodným argumentem pro vyjednávání na mírové konferenci v Paříži.